# Lockheed YP-24
Lockheed-Detroit YP-24 là một mẫu thử máy bay tiêm kích của Hoa Kỳ trong thập niên 1930. Phiên bản cường kích được gọi là A-9.

## Tính năng kỹ chiến thuật (YP-24)
Dữ liệu lấy từ Lockheed Aircraft since 1913
Đặc điểm tổng quát
- Kíp lái: 2
- Chiều dài: 28 ft 9 in (8,76 m)
- Sải cánh: 42 ft 9½ in (13,04 m)
- Chiều cao: 8 ft 6 in (2,59 m)
- Diện tích cánh: 292 ft² (27,1 m²)
- Trọng lượng rỗng: 3.010 lb (1.365 kg)
- Trọng lượng có tải: 4.360 lb (1.978 kg)
- Trọng lượng cất cánh tối đa: lb (kg)
- Động cơ: 1 × Curtiss V-1570-23 "Conqueror", 600 hp (448 kW)

 Hiệu suất bay 
- Vận tốc cực đại: 235 mph (204 knot, 378 km/h)
- Vận tốc hành trình: 215 mph (187 knot, 346 km/h)
- Tầm bay: 556 mi (483 nm, 895 km)
- Trần bay: 25.000 ft (7.620 m)
- Vận tốc lên cao: 1.820 ft/phút (9,3 m/s)

Trang bị vũ khí

- Súng: 

  - 1× súng máy M2 Browning 0.50 in (12,7 mm)
  - 2× súng máy M1919 Browning 0.30 in (7,62 mm)